# 房山大白玉塘采石场遗址
39°34′16″N 115°47′30″E / 39.57111°N 115.79167°E
房山大白玉塘采石场遗址，位于北京市房山区大石窝镇，是一座采石场遗址。

## 简介
大石窝镇的名字起源于此处开采石材的大深坑——“大白玉塘”。大白玉塘东西长约120米，南北宽约80米，最深处大约20米。房山区位于华北平原与太行山交界地带，西部及北部有大房山、大安山、三角山、百花山、西占山，均属于太行山分支。大石窝镇出产的“汉白玉”、“艾叶青”、“明柳”、“砖碴”、“芝麻花”、“青白石”、“螺丝转”等品种的石材，其中汉白玉最珍贵。大石窝镇也是汉白玉的故乡。大石窝镇的石材开采、雕刻的历史可溯至汉朝。北齐时期的560年，大白玉塘的汉白玉被云居寺用来雕刻石经。此后，历代皇宫都用汉白玉建造宫殿，汉白玉成为中国古代皇家建筑、雕刻的专用石料。例如天安门前的华表、金水桥，紫禁城中的石阶、柱座、护栏都用汉白玉制作。大白玉塘的开采历经隋、唐、辽、金、元、明、清七个朝代，在大石窝镇留下近千处采石坑遗址。
2005年，“房山区大石窝石作工艺”更名为“房山大石窝石作文化村落”。2006年，该项目成功申报为第一批北京市非物质文化遗产代表作。2010年6月12日，北京市房山区首届中国汉白玉文化艺术节在中华世纪坛开幕。
2013年，第七批全国重点文物保护单位公布，其中“房山大白玉塘采石场遗址”，编号7-1944-1-001，时代为隋至清，地址为北京市房山区，归入第一批全国重点文物保护单位房山云居寺塔及石经。